# 信彌奴
信彌奴（[ʃɪ̀ɴ mḭ naʊʔ]；1374年—卒年不詳）是緬甸阿瓦王朝國王明康的妃子，麓川詔法思倫發的女兒。
1389年（或1390年），在思倫發與明基蘇瓦紹蓋的安排下，信彌奴與明康婚配，作為阿瓦與麓川關係改善的象徵。然而雙方的友誼並不長久，三年後即再啟戰事。信彌奴與明康育有四子女，明耶覺蘇瓦、修畢占他、底哈都、敏耶覺丁。長子明耶覺蘇瓦是緬甸歷史上著名的名將，在四十年戰爭中有出色的表現，次子底哈都則於明康逝世後繼位為阿瓦國王。
1408年5月，明康南征勃固，信彌奴隨軍出征（在當時的緬甸是慣例）。三個月後，勃固軍發動反攻，擊潰了阿瓦軍，信彌奴在亂軍之中被擒，被勃固國王羅娑陀利收入後宮。信彌奴死後被奉為緬甸神靈阿諾彌婆耶。